# Stefan Vermeulen
Stefan Vermeulen (1983) is een Nederlandse onderzoeksjournalist en schrijver.

## Journalist
Stefan Vermeulen voltooide in 2006 de Business Studies aan de Universiteit van Amsterdam. In 2008 slaagde hij voor de studie Journalistiek aan de Rijksuniversiteit Groningen.
In 2011 werd hij de eerste werknemer van Follow the Money. Voor zijn onderzoek naar de ICT-chaos bij de gemeente Amsterdam, ICT, het zwarte gat van Amsterdam, gepubliceerd in HP/De Tijd, won hij in 2011 De Loep aanmoedigingsprijs. In de twee jaren daarna was hij jurylid van De Loep. Gedurende zijn carrière werkte hij als redacteur voor zakenblad Quote, De Onderzoeksredactie, het ANP en de NOS. Daarnaast werkte hij onder meer voor Trouw, Vrij Nederland, HP/De Tijd, Nieuwe Revu en NRC. Bij die laatste keerde hij in 2022 terug om onderdeel te worden van de economieredactie.

## Schrijver
In zijn eerste boek Heineken na Freddy, De strijd van een Nederlands wereldconcern, reconstrueerde Vermeulen de overlevingsstrijd van de Nederlandse bierbrouwer Freddy Heineken. Dit boek werd in 2017 genomineerd voor de Brusseprijs voor beste journalistieke boek van het jaar.
Twee jaar later verscheen HEMA De onwaarschijnlijke ontsnapping van een nationaal icoon over wat zich achter de schermen afspeelde nadat het Nederlandse bedrijf HEMA in 2007 werd overgenomen door de Britse durfinvesteerder Lion Capital.
In 2020 verscheen zijn tweede boek over HEMA, De slag om HEMA.

## Prijzen
- Voor de onthullingen over De mondkapjesaffaire kreeg hij in 2021 samen met Jan-Hein Strop De Tegel in de categorie Publieksprijs.
- Het boek Sywerts miljoenen werd in 2022 bekroond met de Prinsjesboekenprijs.[5]

## Bestseller 60
| Boeken met noteringen in de Nederlandse Bestseller 60 | Jaar van verschijnen | Datum van binnenkomst | Hoogste positie | Aantal weken | Opmerkingen        |
| ----------------------------------------------------- | -------------------- | --------------------- | --------------- | ------------ | ------------------ |
| Sywerts miljoenen                                     | 2022                 | 30-03-2022            | 1(1wk)          | 3            | met Jan-Hein Strop |

- Gemeinsame Normdatei: 1104962519
- International Standard Name Identifier: 0000 0004 7236 1593
- Virtual International Authority File: 1144813908872171030